# John Norén
John Norén, född 11 januari 1831 i Sveg, Jämtlands län, död 18 mars 1913 i Ljusdal, Gävleborgs län, var en svensk hemmansägare och riksdagsman.
Norén var ägare till hemmanet Borr i Ljusdal socken. Under sin tid som riksdagsman 1869 var han ledamot av andra kammaren för Västra Hälsinglands domsagas valkrets.